# Michael Schoettle
Michael Beaver Schoettle (* 7. September 1936) ist ein ehemaliger US-amerikanischer Segler.

## Erfolge
Michael Schoettle nahm in der 5,5-Meter-Klasse an den Olympischen Spielen 1952 in Helsinki teil. Dabei war er neben den Zwillingsbrüdern Edgar und Sumner White Crewmitglied der Complex II, dessen Skipper Britton Chance war. In insgesamt sieben Wettfahrten gelangen ihnen unter anderem drei Siege und beendeten mit 5751 Gesamtpunkten die Regatta daher auf dem ersten Platz. Damit wurden sie vor dem norwegischen Boot Encore von Skipper Peder Lunde und der von Folke Wassén gesteuerten Hojwa aus Schweden Olympiasieger. Schoettles Bruder Andy Schoettle nahm vier Jahre darauf ebenfalls an den olympischen Segelwettbewerben teil. 1992 war Schoettle Teammanager des US-amerikanischen Segelteams bei den Olympischen Spielen, zudem bekleidete er zeitweise den Posten des Vizepräsidenten bei der United States Sailing Association.
Schoettle schloss 1958 ein Englischstudium an der Yale University und 1963 ein MBA-Studium an der Harvard University ab. Dazwischen diente er für kurze Zeit bei der US Navy. Er arbeitete zunächst 23 Jahre lang bei Heidrick & Struggles, einem Headhunter und war anschließend für zehn Jahre bei Xerox tätig. Drei weitere Jahre arbeitete er für die Pennsalt Chemicals Corporation, ehe er an der Loyola Marymount University den Kurs Professional Growth Planning lehrte.